# فارون أغاروال
فارون أغاروال (بالهندية: वरुण अग्रवाल؛ بالإنجليزية: Varun Agarwal) هو كاتب هندي، ولد في 6 ديسمبر 1986 في بنغالور في الهند.